# Iepure alb
Iepurele alb (Lepus timidus), numit și iepure de munte, iepure albastru, iepure al Alpilor, iepure polar, iepure al zăpezilor, iepure siberian sau iepure de zăpadă, este o specie de iepure palearctic ce se găsește în Europa și Asia, adaptată la condițiile din zonele montane și cele cu climă rece.

## Evoluție
Iepurele alb a apărut în timpul Pleistocenului târziu; există dovezi că arealul său s-a extins în timpul glaciațiilor în sudul Europei, cu populații de Lepus granatensis, iepure de câmp (Lepus europaeus) și Lepus castroviejoi în nordul Iberiei purtând haplotip⁠(en)[traduceți] mitocondrial de la iepurele alb.
În timpul Pleistocenului târziu până în Holocenul timpuriu⁠(en)[traduceți], populații de iepuri albi din Rusia au crescut cu cel puțin 10 % mai mari față de oricare populație vie de astăzi. Această populație a fost clasificată ca una a unei specii distincte, Lepus tanaiticus, dar acum este în general considerată a fi un morfotip preistoric al iepurilor albi vii.

## Taxonomie
Două specii nord-americane, iepurele arctic (Lepus othus; întâlnit în Peninsula Alaska) și iepurele polar (Lepus arcticus; întâlnit în Groenlanda și Canada), au fost odinioară clasificate drept subspecii ale iepurelui alb, dar acum sunt considerate drept specii distincte. Specia Lepus timidus a fost descrisă de Carl Linnaeus în anul 1758. Face parte din subgenul Lepus. A treia ediție a Mammal Species of the World listează următoarele 15 subspecii pentru Lepus timidus:
- Lepus timidus timidus (Linnaeus, 1758)
- L. t. ainu (Barrett-Hamilton, 1900)
- L. t. begitschevi (Koljuschev, 1936)
- L. t. gichiganus (J. Allen, 1903)
- L. t. hibernicus (Bell, 1837)
- L. t. kamtschaticus (Dybowski, 1922)
- L. t. kolymensis (Ognev, 1923)
- L. t. kozhevnikovi (Ognev, 1929)
- L. t. lugubris (Kastschenko, 1899)
- L. t. mordeni (Goodwin, 1933)
- L. t. orii (Kuroda, 1928)
- L. t. scoticus (Hilzheimer, 1906)
- L. t. sibiricorum (Johanssen, 1923)
- L. t. transbaicalicus (Ognev, 1929)
- L. t. varronis (Miller, 1901)

## Răspândire și habitat
Această specie este răspândită din Fennoscandia până în estul Siberiei; în plus, populații montane izolate se găsesc în Alpi, Scoția, Statele baltice, nord-estul Poloniei și Hokkaidō. În Irlanda, iepurilor din subspecia L. t. hibernicus nu le capătă blana culoare albă în timpul iernii, au mărime mai mică și trăiesc pe pășuni situate la altitudini joase, pajiști costale și în anumite zone smârcoase⁠(en)[traduceți], deci acești iepuri nu trăiesc exclusiv în munți. Iepurii albi a fost de asemenea introduși în Islanda, Shetland, Orkney, Insula Man, Districtul Peak⁠(en)[traduceți], Svalbard, Insulele Kerguelen, Insulele Crozet și Insulele Feroe. În Alpi, iepurii albi se găsesc de la altitudini de 700 m până la 3.800 m, în funcție de regiunea geografică și de anotimp. Dacă se întâmplă ca iepurii de câmp să se găsească în aceeași zonă cu iepurii albi, iepurii albi se duc la altitudini mai mari.

## Descriere

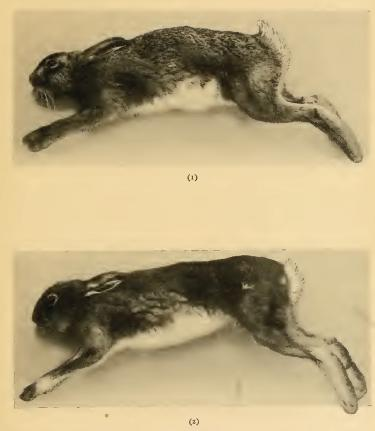
Iepure de câmp (deasupra) comparat cu un iepure alb

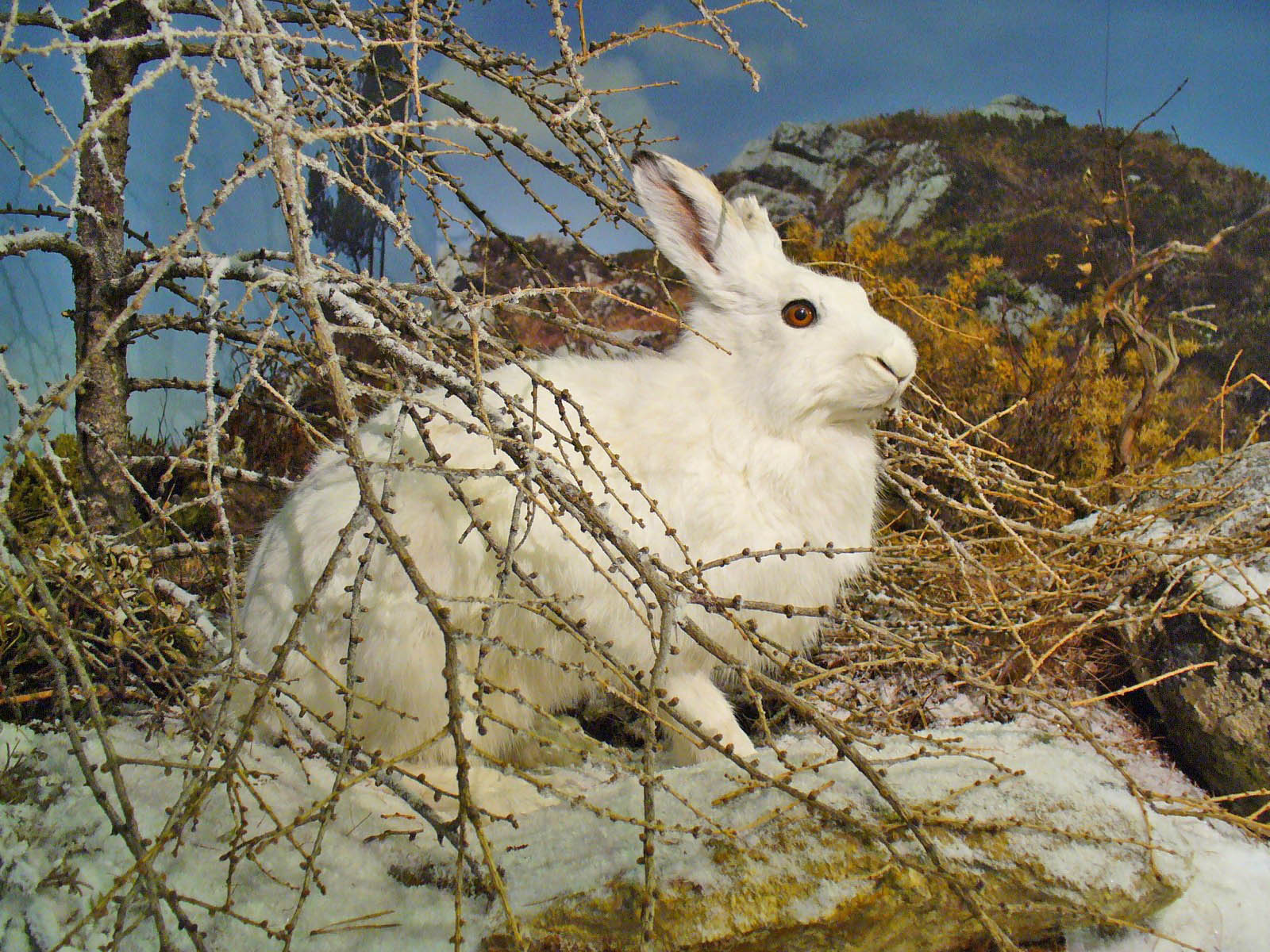
Iepure alb îndesat, prezentând coloritul de iarnă al blănii

Iepurele alb are dimensiuni mari, dar este totuși ceva mai mic decât iepurele de câmp. Crește până la o lungime de 45–65 cm, cu o coadă de 4–8 cm și o greutate de 2–5,3 kg, femelele fiind ceva mai grele decât masculii. Poate trăi până la vârsta 12 ani. Vara, la toate populațiile de iepuri albi, coloritul blănii este de diferite nuanțe de maro. Pentru a se pregăti pentru iarna, cele mai multe populații năpârlesc ajungând la o culoare albă (sau în mare parte albă) a blănii. Coada rămâne în întregime albă de-a lungul întregului an, ceea ce deosebește iepurele alb de iepurele de câmp, care partea superioară a cozii o are neagră.
În Insulele Feroe, iepurilor albi li se schimbă culoarea blănii în timpul iernii în cenușiu în loc de alb.

## Comportament și ecologie

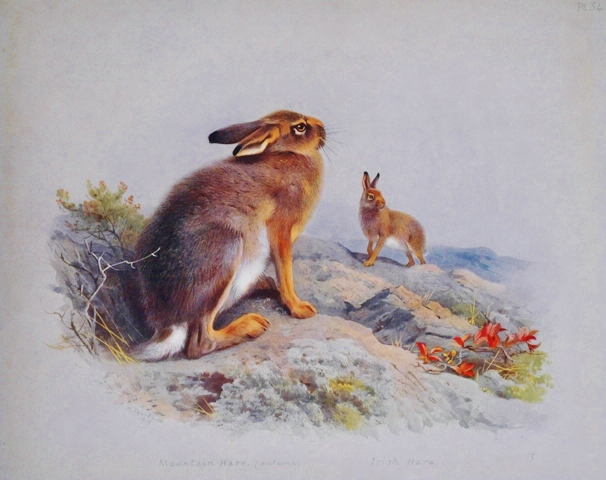
Ilustrația „Mountain, Irish Hare” din „British Mammals” de către A. Thorburn, 1920

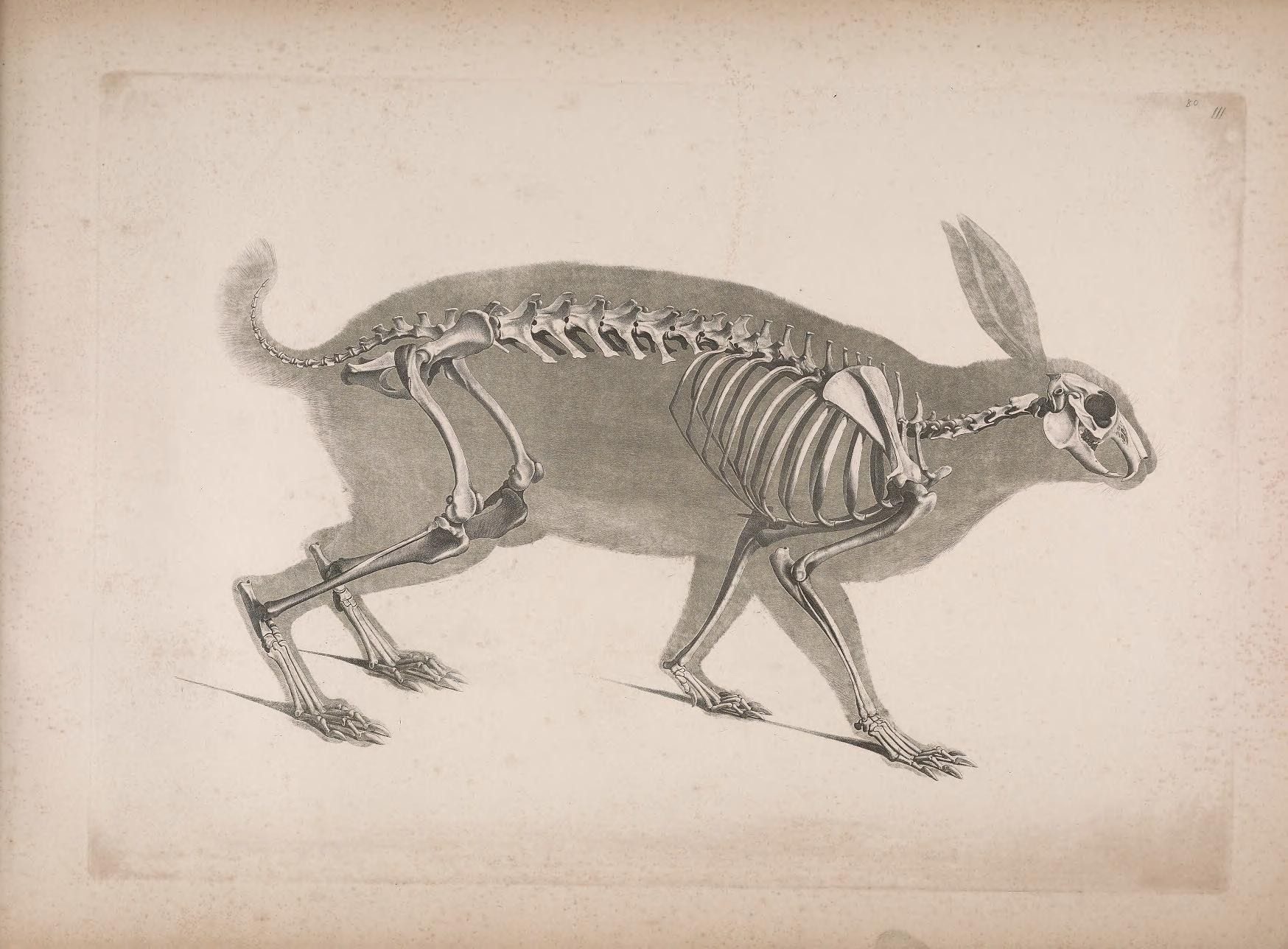
Reprezentare de schelet de iepure alb

Dieta iepurelui alb variază de la regiune la regiune. Pare se fie oarecum dependent de habitatul particular în care trăiește populația în cauză. De exemplu, în nordul Scandinaviei, unde zăpada poate acoperi solul vreme de multe luni, se poate ca iepurii să se hrănească cu crenguțe și scoarță. În zonele unde ninsorile sunt rare, precum Irlanda, gramineele pot constitui cea mai mare parte din dietă. Când au de ales, iepurii albi din Scoția și Irlanda par să prefere păscutul (hrănirea cu graminee). La iepurii albi din medii formate din pajiști costale în Irlanda, gramineele constituiau peste 90 % din dieta lor. Asta era mai mare decât procentajul de graminee din dieta iepurilor de vizuină (Oryctolagus cuniculus), care se găseau în același mediu. Iepurii albi sunt la nivel regional prada preferată a acvilelor de munte și pot fi adițional vânați și de buhe mari și vulpi roșii. Hermelinele pot vâna iepuri tineri. Deși vara în timpul zilei îi crește perioada de activitate, iepurele alb rămâne nocturn. Domenii vitale de minim 10 ha au fost observate în Scoția, dar de maxim 305 ha în Finlanda. 80 % este mortalitatea naturală la juvenili, iar 58 % la adulți.

### Reproducere
Sezonul de reproducere al iepurelui alb este februarie-august. Un rând de pui de iepuri albi constă în 2–6 pui, iar perioada de gestație a acestora este de 47–55 de zile. Iepurii albi s-au hibridat cu succes cu iepurii de câmp în locurile unde iepurii de câmp au fost introduși.

## Impact cauzat de oameni
În Alpi, iepurii albi trăiesc la altitudini de la 700 m până la 3.800 m, în funcție de regiunea biografică și de anotimp. Dezvoltarea turismului alpin de iarnă a crescut în intensitate încă din ultimele câteva decenii ale secolului al XX-lea, rezultând în extinderea stațiunilor de ski, creșterea numărului de vizitatori și într-o creștere enormă în frecvența tuturor formele de activități sportive de iarnă. Un studiu din 2013 cu privire la consecințele stresante și reacțiile asupra iepurilor albi la perturbare a concluzionat că iepurii ce trăiesc în zone cu activități recreative de iarnă intense au prezentat schimbări în fiziologie și comportament care au necesitat surse de energie adițională pe o vreme când accesul la resursele de hrană era restricționat de zăpadă. A recomandat ca pădurile locuite de iepurii albi să fie ferite de dezvoltarea turistică și ca noile zone de ski să fie interzise în habitatul iepurilor albi, precum și ca amplasamentele existente să nu fie extinse.
În august 2016, organizația caritabilă scoțiană pentru bunăstarea animalelor OneKind⁠(en)[traduceți] a lansat o campanie în numele iepurelui alb, ca un mod de a crește gradul de conștientizare a uciderii selective a iepurilor albi ce au loc de-a lungul Scoției și de a aduna sprijin public pentru problemă. Iepurii albi sunt în mod regulat împușcați în Scottish Highlands⁠(en)[traduceți], atât în cadrul unor „tururi” de vânătoare plătite, cât și de vânători profesioniști ce gestionează populațiile de potârnici scoțiene⁠(en)[traduceți] (care cred că iepurii albi pot fi vectori de boli care afectează păsările). O mare parte din această activitate este discretă, dar investigații au dezvăluit că zeci de mii de iepuri sunt uciși selectiv în fiecare an. Campania, care îndeamnă oamenii să proclame, „We Care For The Mountain Hare” („Avem grijă de iepurele de munte”), a culminat cu caritatea care îndemna Guvernul Scoției⁠(en)[traduceți] să legifereze împotriva vânării comerciale și uciderii selective a speciei simbolice a Scoției. Campania a dezvăluit sprijin public răspândit la nivel larg pentru o interzicere a vânării acestor iepuri în Scoția. Pe 17 mai 2020, membrii Parlamentului Scoției⁠(en)[traduceți] au votat să se interzică uciderea selectivă nelicențiată a iepurilor albi și să li se asigure statut de specie protejată pe teritoriul Scoției după ce o petiție începută de membrul Parlamentului Scoției Alison Johnstone⁠(en)[traduceți] din Scottish Greens⁠(en)[traduceți] a adunat peste 22.000 de semnături.
În 2021, People's Trust for Endangered Species⁠(en)[traduceți] a creat un sondaj despre populațiile de iepuri albi din Districtul Peak al Regatului Unit după îngrijorări legate de viabilitatea populației izolate, crezându-se că constă cel mai puțin în 2.500 de indivizi. Aceasta crede că schimbarea climatului reprezintă o amenințare pentru supraviețuirea pe termen lung a populației din Districtul Peak, care a fost introdusă zonei în anii 1870.

## Stare de conservare
Uniunea Internațională pentru Conservarea Naturii a clasificat specia Lepus timidus ca fiind neamenințată cu dispariția. Per total, populația de iepuri albi pare stabilă, adică numărul de iepuri al populației globale aparent nu este în creștere sau în scădere. Circa 12 % din arealul iepurilor albi din Mongolia cuprinde arii protejate.